# Albertina de Brandeburgo-Schwedt
Sofía Federica Albertina de Brandeburgo-Schwedt (en alemán, Sophie Friederike Albertine von Brandenburg-Schwedt; Berlín, 21 de abril de 1712-Bernburg, 7 de septiembre de 1750) fue la segunda esposa del príncipe Víctor Federico de Anhalt-Bernburg.

## Biografía
Sofía Federica Albertina de Brandeburgo-Schwedt nació en Berlín el 21 de abril de 1712 como la tercera hija del príncipe Alberto Federico de Prusia, margrave de Brandeburgo-Schwedt, y de la princesa María Dorotea Kettler. Su madre era una hija de Federico Casimiro Kettler, duque de Curlandia y Semigalia, y de la condesa Sofía Amalia de Nassau-Siegen. Sus abuelos paternos eran el elector Federico Guillermo de Brandeburgo y Sofía Dorotea de Schleswig-Holstein-Sonderburg-Glücksburg.
El 22 de mayo de 1733 contrajo matrimonio con el príncipe Víctor Federico de Anhalt-Bernburg en Potsdam, convirtiéndose en princesa consorte de Anhalt-Bernburg. Ella era su segunda esposa. Su primera esposa, la princesa Luisa de Anhalt-Dessau, había muerto el año anterior. Albertina y Víctor Federico tuvieron cinco hijos:
- Federico Alberto (1735-1796), príncipe de Anhalt-Bernburg.
- Carlota Guillermina (1737-1777), princesa de Schwarzburgo-Sondershausen como la esposa del príncipe Cristián Gunter III de Schwarzburgo-Sondershausen.
- María (1739-1739).
- Federica Augusta Sofía (1744-1827), princesa de Anhalt-Zerbst como la segunda esposa del príncipe Federico Augusto de Anhalt-Zerbst.
- Cristina Isabel Albertina (1746-1823), princesa de Schwarzburgo-Sondershausen como la esposa del príncipe Augusto II de Schwarzburgo-Sondershausen.

Murió el 7 de septiembre de 1750 en Bernburg. Fue enterrada en la cripta de la Iglesia de San Egido del castillo de Bernburg.